# Mikhail Yeryomin
Mikhail Vasilyevich Yeryomin - em russo, Михаил Васильевич Ерёмин (Zelenograd, 17 de junho de 1968 – Zelenograd, 30 de junho de 1991) foi um futebolista russo que atuava como goleiro.

## Carreira
Revelado pelo CSKA Moscou, estreou como profissional no time B, onde atuou em 15 jogos. Entre 1988 e 1989, foi para o rival Spartak, mas foi apenas o terceiro goleiro do time, atrás de Rinat Dasayev e Stanislav Cherchesov, relegando o lituano Gintaras Staučė à quarta opção ao gol dos Krasno-belye.
Ainda em 1989, voltaria ao CSKA para ser titular, sendo inclusive apontado por Lev Yashin como um possível melhor jogador do mundo em sua posição.  Até 1991, Yeryomin participou de 52 partidas e vencendo a última edição do Campeonato Soviético, além de ter conquistado uma Copa da URSS.

## Seleção Soviética
Pela Seleção Soviética, Yeryomin atuou em 2 amistosos contra Romênia e Israel, ambos em 1990.
No mesmo ano, venceu a Eurocopa Sub-21, sendo titular na equipe que tinha como destaques Andrey Kanchelskis, Igor Kolyvanov, Sergey Yuran e Aleksandr Mostovoy.

## Morte
Em 23 de junho de 1991, pouco depois da conquista da Copa da URSS, Yeryomin estava voltando para casa quando o carro em que estava colidiu contra um ônibus após um pneu estourar. Um amigo do goleiro, que dirigia o veículo, morreu na hora. Yeryomin ficou internado por uma semana, mas veio a falecer 13 dias após completar 23 anos em decorrência dos ferimentos.
Para homenageá-lo, foi criado um prêmio de melhor goleiro jovem da primeira divisão que teve, entre os premiados, Dmitriy Kharine e Sergey Ovchinnikov. 

## Titulos
CSKA Moscou
- Campeonato Soviético: 1991
- Copa da URSS: 1990–91

União Soviética Sub-21
- Eurocopa Sub-21: 1990